# Лејк Парк (Флорида)
Лејк Парк (енгл. Lake Park) град је у америчкој савезној држави Флорида. По попису становништва из 2010. у њему је живело 8.155 становника.

## Демографија
Према попису становништва из 2010. у граду је живело 8.155 становника, што је 566 (6,5%) становника мање него 2000. године.
| Група             | 2000.         | 2010.         |
| Белци             | 3.310 (38,0%) | 2.710 (33,2%) |
| Афроамериканци    | 4.256 (48,8%) | 4.485 (55,0%) |
| Азијати           | 252 (2,9%)    | 198 (2,4%)    |
| Хиспаноамериканци | 506 (5,8%)    | 653 (8,0%)    |
| Укупно            | 8.721         | 8.155         |